# Étienne Sengez
Étienne Sengez est un homme politique français né le 26 décembre 1760 et mort à une date inconnue.

## Biographie
Médecin à Bagnères-de-Luchon, conseiller d'arrondissement, il est député de la Haute-Garonne en 1815, pendant les Cent-Jours.

## Sources
- « Étienne Sengez », dans Adolphe Robert et Gaston Cougny, Dictionnaire des parlementaires français, Edgar Bourloton, 1889-1891 [détail de l’édition]